# Crossopalpus kraussi
Crossopalpus kraussi är en tvåvingeart som först beskrevs av Quate 1960.  Crossopalpus kraussi ingår i släktet Crossopalpus och familjen puckeldansflugor. Inga underarter finns listade i Catalogue of Life.